# Братство и јединство
Братство и јединство или само братство-јединство (мкд. братство и единство; мађ. testvériség és egység) био је мото Комунистичке партије Југославије (КПЈ) и Народноослободилачког покрета (НОП) настао током Другог светског рата. Касније је коришћен и као главно гесло Социјалистичке Федеративне Републике Југославије (СФРЈ).
Израз је описивао братски однос народа и народности у Југославији, као и једнакост свих грађана у социјализму. Настао је током Народноослободилачког рата, од 1941. до 1945. године, по узору на идеју француске револуције — „Слобода, једнакост, братство” (фр. Liberté, égalité, fraternité). За време рата ова парола је била веома важна за стварање јединства југословенских народа у борби против окупатора и заустављању братоубилачког рата.
После рата, израз је често коришћен и био је обавезни део говора и реферата политичара, као и парола. Најчешће је био цитиран Јосип Броз Тито, који је једном приликом изјавио — „Чувајмо братство и јединство, као зјеницу ока свог”. Широм Југославије, „Братство и јединство” је било име многих школа, касарни, фабрика, фолклорних и спортских друштава, а по њему је био назван и први изграђени ауто-пут у Југославији који се простирао од југословенско-аустријске до југословенско-грчке границе спајајући Љубљану, Загреб, Београд, Ниш и Скопље.
Међу југословенским одликовањима налазио се и Орден братства и јединства (установљен 1943, а 1945. подељен на два реда), који се додељивао за „личне заслуге у ширењу братства међу народима и народностима, у стварању и развијању политичког и моралног јединства народа”.